# Microplinthus setulosus
Microplinthus setulosus – gatunek chrząszcza z rodziny ryjkowcowatych i podrodziny Molytinae.
Gatunek ten opisany został w 1987 roku przez Władimira W. Żerichina na podstawie samicy odłowionej w 1983 roku. W 2004 roku Massimo Meregalli dokonał jego redeskrypcji.
Chrząszcz o ciele długości 4,2 mm (bez ryjka), ubarwiony ciemnorudo z pomarańczowoczerwonymi czułkami i stopami. Ryjek regularnie zakrzywiony, u nasady ciemny, matowy i gęsto punktowany. Przedplecze nieco szerze niż dłuższe, o bokach poszerzonych ku wierzchołkowej ⅓ i na szczycie zwężone. Wierzch przedplecza grubo i gęsto punktowany. Pokrywy z regularnie rozmieszczonymi, cienkimi, sterczącymi, bardzo długimi szczecinkami, pozbawione guzków na międzyrzędach. Nieparzyste międzyrzędy nieco silniej wypukłe od parzystych. Odnóża o goleniach podłużnie pomarszczonych i pazurkach pozbawionych ząbków.
Ryjkowiec znany tylko z lasu jodłowo-różanecznikowego w nepalskim dystrykcie Gorkha, położonego na wysokości około 3300–3400 m n.p.m.